# Narkotyk (film)
Narkotyk (fr. La horse, wł. Il clan degli uomini violenti) – francuski-włoski dramat sensacyjny z 1970 roku w reżyserii Pierre’a Granier-Deferre’a. Ekranizacja powieści Michela Lambesca pt. La «horse». Zdjęcia kręcono w departamentach Calvados (Crépon, Caen, Géfosse-Fontenay, Saon) i Eure (Marais-Vernier) oraz na lotnisku w Genewie.

## Fabuła
Auguste Maroilleur, senior rodu, żyje wraz z cała rodziną na odludnej farmie w Normandii. Pewnego dnia znajduje na jej terenie paczkę heroiny. Odkrywa również, że w handel narkotykami zamieszany jest jego wnuk Henri. Niszczy narkotyki i podejmuje bezpardonową walkę z przestępcami, którzy wkrótce zjawiają się na jego farmie.

## Obsada
- Jean Gabin – Auguste Maroilleur
- Julien Guiomar – komisarz
- Dominique Zardi – Tony
- Eléonore Hirt – Mathilde
- Pierre Dux – sędzia
- Henri Attal – Louis
- Marc Porel – Henri
- Félix Marten – Marc
- Orlane Paquin – Véronique
- Astrid Frank – przyjaciółka Hansa
- Danièle Ajoret – Louise
- Michel Barbey – Maurice
- Christian Barbier – Léon
- Armando Francioli – Francis
- Reinhard Kolldehoff – Hans
- André Weber – Bien-Phu
- Jacques Galland – Roger
- Bob Sissa – Mario
- Gabriel Gobin – brygadier żandarmerii
- Henri Poirier – z-ca komisarza
- Paul Bonifas – świadek wypadku samochodowego
- Ermanno Casanova – inspektor
- Albert Delpy – Yves Lefrançois
- Tony Rödel – kierownik firmy budowlanej
- André Rouyer – sąsiad

i in. 